# Comité Olímpico Nacional de Gambia
El Comité Olímpico Nacional de Gambia (código COI: GAM) es el Comité Olímpico Nacional que representa a Gambia. También es el organismo responsable de la representación de Gambia en los Juegos Olímpicos.

## Historia
El Comité Olímpica de Gambia fue fundado en 1972 y reconocido por el Comité Olímpico Internacional en 1976.